# Gradišče pri Štjaku
Gradišče pri Štjaku – wieś w Słowenii, w gminie Sežana. W 2018 roku liczyła 2 mieszkańców.